# Christelle Daunay
Christelle Daunay, francoska atletinja, * 5. december 1974, Le Mans, Francija.
Nastopila je na poletnih olimpijskih igrah v letih 2008 in 2016, leta 2008 je dosegla dvajseto mesto v maratonu. Na evropskih prvenstvih je osvojila naslov prvakinje v isti disciplini leta 2014.